# Australacarus inexpectatus
Australacarus inexpectatus is een mijtensoort uit de familie van de Halacaridae. De wetenschappelijke naam van de soort is voor het eerst geldig gepubliceerd in 1987 door Bartsch.